# Геркулес і стимфалійські птахи
«Геркулес і стимфалійські птахи» (нім. Herkules und die Stymphalischen Vögel) — картина німецького художника Альбрехта Дюрера, намальована темперою на полотні (87х110 см) і датується близько 1500 року.
Картина зберігається в Німецькому національному музеї в Нюрнберзі.

## Історія
«Геркулес і стимфалійські птахи» — єдина картина Альбрехта Дюрера, присвячена давньогрецькій міфології. На картині показано, як Геркулес (Геракл) здійснює свій четвертий подвиг, вбиваючи стімфалійських птахів. Картина, очевидно, була замовлена Дюреру Фрідріхом III (курфюрстом Саксонії) для свого замку у Віттенберзі, де зберігалися картини інших художників, присвячені Подвигам Геракла.

## Короткий опис
Геркулес, озброєний луком і стрілами, готується випустити стрілу в одного з двох пташиних монстрів, намальованих у правому верхньому куті картини. Постать Геркулеса з пластично відображеними рухами займає центральну частину полотна і нагадує картину «Геркулес і Деяніра» італійського художника Антоніо Поллайоло. Так само й тло картини та пейзаж наслідує італійські зразки, але тут, на відміну від італійської школи, пейзаж і тло зображені в темних, червонястих тонах, аби показати загрозливий характер узбережжя озера Стимфалія, де, за давньограцьким міфом, жили хижі стимфалійські птахи. Самі птахи зображені у вигляді гарпій, що нагадують монстрів із «Божественної комедія» Данте.